# Кавалци
Кавалци (единствено число кавалец, кавалка, на гръцки: Καβαλιώτες, кавалиотес) са жителите на град Кавала, Егейска Македония, Гърция. Това е списък на най-известните от тях.

## Родени в Кавала
А — Б — В — Г — Д –
Е — Ж — З — И — Й –
К — Л — М — Н — О –
П — Р — С — Т — У –
Ф — Х — Ц — Ч — Ш –
Щ — Ю — Я

### А
- Анна-Мария Боцари (р 1972), гръцка шахматистка
- Антигони Валаку (1930 - 2013), гръцка актриса
- Арит Илиев (1888 – ?), македоно-одрински опълченец, 1 рота на 4 воденска дружина[1]

### В
- Василис Василикос (р. 1934), гръцки писател

### Г
- Галатия Григориаду-Сурели (1930 - 2016), гръцка писателка
- Георги Димитров (1889 – ?), македоно-одрински опълченец, Струмишка чета[2]
- Георгиос Каландзис (р. 1954), гръцки политик

### Д
- Димитриос Лазаридис (1917 - 1985), гръцки археолог

### З
- Зои Папазиси-Папатеодору (р. 1950), арумънска фолклористка, по произход от Периволи

### И
- Иван Ангелов (р. 1942), известен български диригент

### К
- Катерина Перистери (р. 1955), гръцка археоложка
- Константинос Клициотис (р. 1958), гръцки политик

### М
- Майкъл Амиридис, химик
- Мохамед Али паша (Масърски), владетел - султан на Египет[3]
- Мохамед Шериф паша (1826 - 1887), османски администратор

### Н
- Николаос Панайотопулос (р. 1965), гръцки политик
- Ники Спиропулу (р. 1972), гръцка писателка

### П
- Павлос Мосхидис р. 1924), гръцки художник
- Пантелеймон Мутафис (р. 1970), гръцки духовник
- Паскал Николов, македоно-одрински опълченец, 3 рота на 5 одринска дружина[4]
- Периклис Дракос, гръцки андартски капитан
- Петрос Йоанидис, гръцки революционер
- Петрос Яковидис (р.1988), гръцки певец и текстописец

### С
- Ставрула Цолакиду (р. 2000), гръцка шахматистка
- Стоян Велев (1888 – ?), македоно-одрински опълченец, жител на Русе, Нестроева рота на 9 велешка дружина[5]

### Т
- Теодорос Кавалиотис (1717 – 1789), гръцки просветен деец

### У
- Умвертос Аргирос (1882 – 1963), гръцки художник

### Я
- Янис Папайоану (Γιάννης Ανδρέου Παπαϊωάννου, 1910 – 1989), гръцки композитор

## Починали в Кавала
- Асен Мисканов (1895 - 1944), български военен деец
- Илия Георгиев Томов (1911 – 1942), български военен деец, подпоручик, загинал през Втората световна война[6]

## Други
- Генадий Стандзиос (р. 1969), митрополит на Александрийската патриаршия, по произход от Кавала
- Деспина Ванди (р. 1969), гръцка певица, по произход от Кавала
- Леон Белихчиян (1890 – ?), македоно-одрински опълченец, родом от Бурса, жител на Кавала, 1 рота на 14 воденска дружина[7]